# Оберстенбак
Оберстенбак (фр. Obersteinbach) — коммуна на северо-востоке Франции в регионе Гранд-Эст (бывший Эльзас — Шампань — Арденны — Лотарингия), департамент Нижний Рейн, округ Агно-Висамбур, кантон Рейшсоффен. До марта 2015 года коммуна административно входила в состав кантона Висамбур (округ Висамбур).
Площадь коммуны — 9,18 км², население — 225 человек (2006) с тенденцией к росту: 238 человек (2013), плотность населения — 25,9 чел/км².

## Население
Население коммуны в 2011 году составляло 242 человека, в 2012 году — 237 человек, а в 2013-м — 238 человек.
| 1962 | 1968 | 1975 | 1982 | 1990 | 1999 | 2006 | 2008 | 2011 | 2012 | 2013 |
| ---- | ---- | ---- | ---- | ---- | ---- | ---- | ---- | ---- | ---- | ---- |
| 267  | 230  | 189  | 197  | 199  | 184  | 225  | 225  | 242  | 237  | 238  |

Динамика населения:

## Экономика
В 2010 году из 154 человек трудоспособного возраста (от 15 до 64 лет) 113 были экономически активными, 41 — неактивными (показатель активности 73,4 %, в 1999 году — 78,3 %). Из 113 активных трудоспособных жителей работали 103 человека (58 мужчин и 45 женщин), 10 числились безработными (4 мужчин и 6 женщин). Среди 41 трудоспособных неактивных граждан 6 были учениками либо студентами, 22 — пенсионерами, а ещё 13 — были неактивны в силу других причин.

## Достопримечательности (фотогалерея)

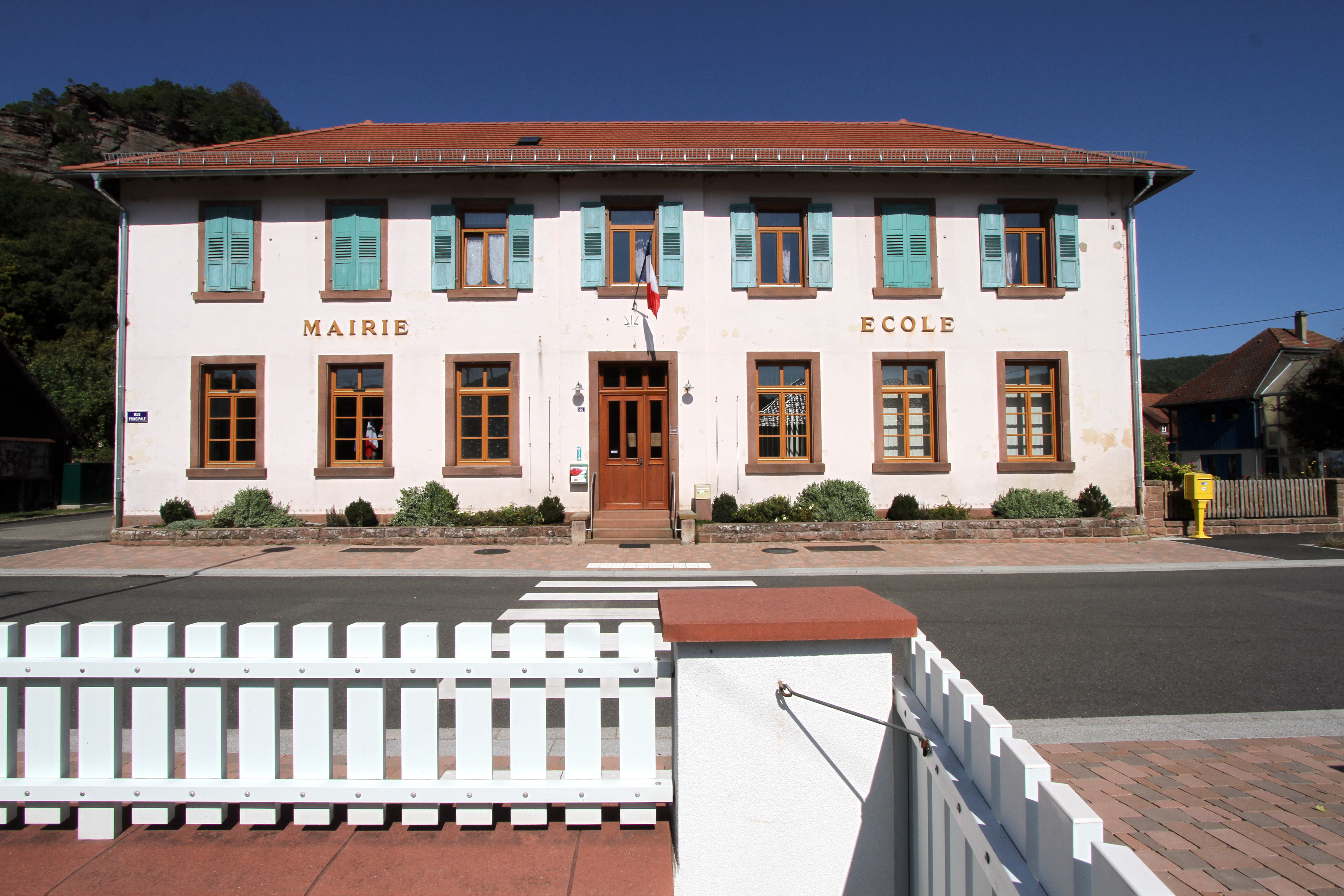
Ратуша и школа
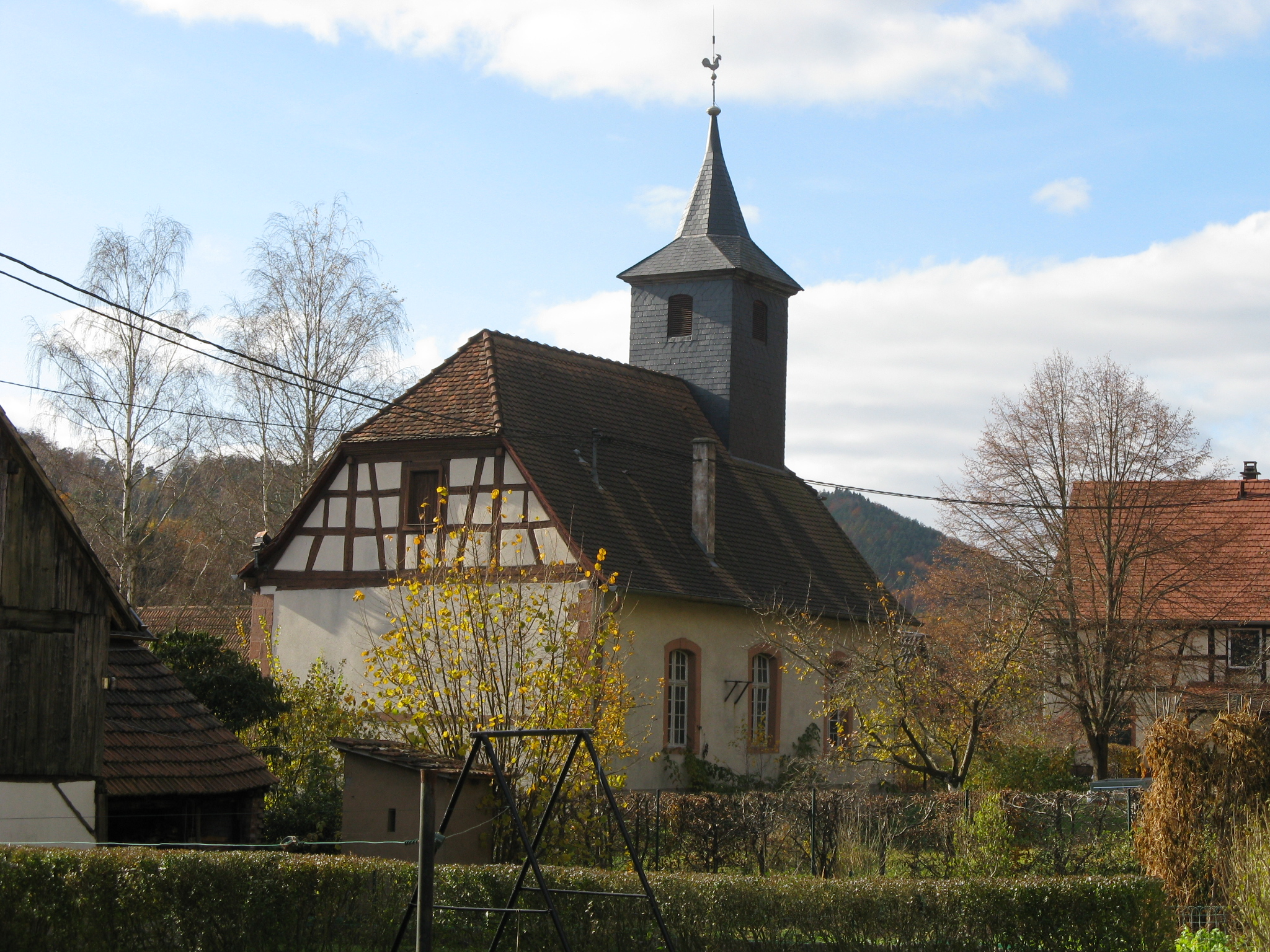
Протестантская церковь
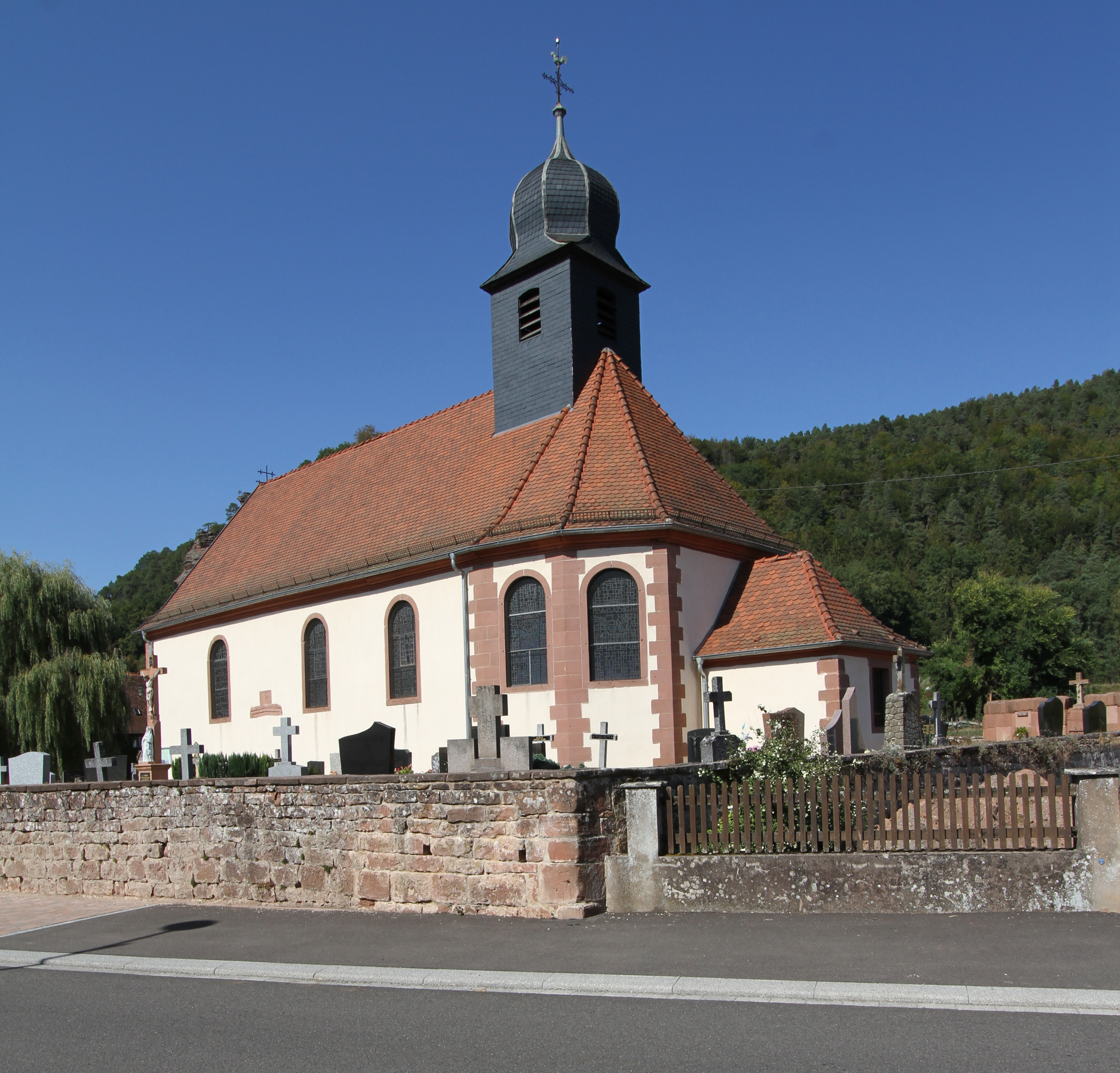
Католическая церковь